# بانگا (آنگولا)
بانگا (به لاتین: Banga) یک منطقهٔ مسکونی در آنگولا است که در استان کوانزای شمالی واقع شده‌است. بانگا ۱۰٬۳۵۴ نفر جمعیت دارد.